# Aceite
Aceite, em Direito, é o ato cambial pelo qual uma pessoa ou mais pessoas entram em comum acordo de aceitação, em que ambos tem o dever e/ou o poder de aceitar ou não tal acordo. Por exemplo: "Algumas pessoas se colocaram contra essa lei orgânica, mas para a maioria foi aceite.".
Essa palavra se vincula à obrigação cambial, colocando sua assinatura no título contra ela sacado (letra de câmbio ou duplicata). O momento do aceite será qualquer data anterior à do vencimento do título. O aceitante é o devedor principal do título; caso haja recusa ao aceite, ocorre o vencimento antecipado do título, podendo o beneficiário cobrar diretamente do sacador.

## Tipos de aceite
São tipos de aceite:
- Duplicata mercantil por indicação, indicando que o banco apresentante possui declaração do sacador/cedente de que tem em seu poder a prova da compra/venda/entrega da mercadoria e a exibirá onde e quando exigido;
- Para títulos negociados, com declaração do banco de que possui a documentação comprobatória de compra/venda/entrega da mercadoria e a exibirá onde e quando exigida;
- Para a situação em que o banco apresentante encaminhará junto ao arquivo os títulos e/ou documentos comprobatórios dos serviços prestados;
- Para títulos negociados, com o banco encaminhando carta ao cartório solicitando a intimação/protesto do sacador/cedente, para fins de garantir o direito de regresso, informando de quem deva ser intimado/protestado.

## Referência
- COELHO, Fábio Ulhôa, Manual de Direito Comercial, 14ª edição, Saraiva: São Paulo, 2003, pp. 242 e ss.